# Francin
Francin es una comuna francesa situada en el departamento de Saboya, en la región de Auvernia-Ródano-Alpes.
El 1 de enero de 2019 se fusionó con la comuna de Les Marches para formar la comuna nueva de Porte-de-Savoie. Desde ese momento tiene el estatus de comuna delegada.

## Demografía
| 466 | 446 | 413 | 567 | 566 | 686 | 928 |
| Para los censos de 1962 a 1999 la población legal corresponde a la población sin duplicidades (Fuente: INSEE [Consultar]) |     |     |     |     |     |     |